# Ganglion submandibulaire
Le ganglion submandibulaire (ou  ganglion sous-maxillaire de Meckel)  fait partie du système nerveux autonome humain. C'est l'un des quatre ganglions parasympathiques de la tête et du cou avec les ganglions otique, ptérygopalatin et ciliaire.

## Localisation et relations
Le ganglion sous-maxillaire est petit et de forme fusiforme. Il est situé au-dessus de la partie profonde de la glande submandibulaire contre la face latérale du muscle hyo-glosse et près du bord postérieur du muscle mylo-hyoïdien.
Il est suspendu au nerf lingual par deux filaments, un antérieur et un postérieur. Par la partie postérieure de ceux-ci, il reçoit une branche du nerf de la corde du tympan qui passe dans la gaine du nerf lingual.

## Fibres
Comme les autres ganglions parasympathiques de la tête et du cou, le ganglion submandibulaire est le site des synapse des fibres parasympathiques et est le passage d'autres types de fibres nerveuses sans synapse.
Les fibres parasympathiques pré-ganglionnaires sont issues du noyau salivaire supérieur, via la corde tympanique et le nerf lingual.
Les fibres sans synapse passant par le ganglion submandibulaire sont :
- Les fibres sympathiques issues du plexus nerveux carotidien externe, via l'artère faciale et ses branches.
- Les fibres parasympathiques post-ganglionnaires vers la muqueuse buccale et les glandes salivaires submandibulaires et sublinguales .Elles sont sécréto-motrices pour ces glandes. Certaines des fibres post-ganglionnaires atteignent la glande sublinguale après avoir réintégré le nerf lingual[1].

## Galerie

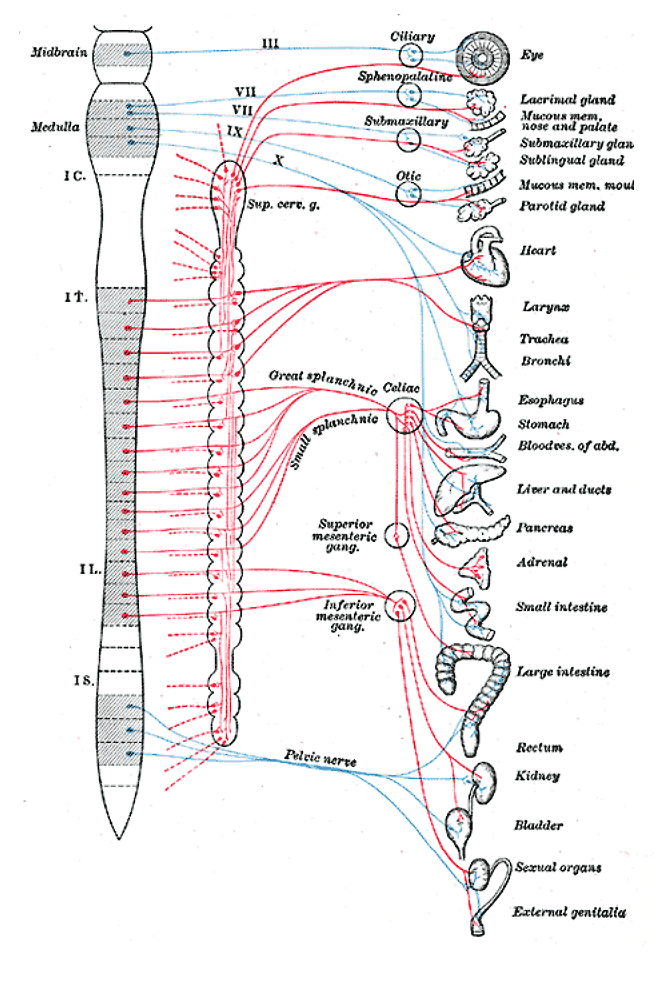
Schéma du système nerveux sympathique efférent.